# Distrito escolar
Um distrito escolar constitui uma das jurisdições em que se dividem diversos países, para efeitos de administração escolar. Conforme o país, os distritos escolares podem ser meras circunscrições territoriais locais de órgãos centrais de educação ou podem constituir entidades políticas dotadas de grande autonomia como nos Estados Unidos e no Canadá. 

## Estados Unidos
Nos Estados Unidos, os distritos escolares são responsáveis pela administração de todas as escolas públicas em uma dada região. Um distrito escolar é um corpo político e corporal único, co-igual ao de uma cidade ou a de um condado, com o poder de cobrar impostos, por exemplo. 
Os distritos escolares possuem um corpo legislativo, chamado de conselho escolar, conselho de trustees ou comitê escolar, cujos membros são eleitos diretamente pelo voto popular. Estes membros, por sua vez, possuem a responsabilidade de escolher um superintendente, geralmente um professor altamente qualificado, para atuar como chefe executivo do conselho, responsável também por tomar decisões e implementações de políticas. O distrito também por vezes pode atuar como o Judiciário, aplicando punições contra empregados ou estudantes.
Nos Estados Unidos, nem todo os sistemas escolares públicos constituem distritos escolares como corpos corporais distintos. Em alguns Estados, tais como Maryland, todos os sistemas escolares estão subordinados para o governo estatal. Outros estados, tais como Nova Iorque, possuem distritos escolares controlados por órgãos públicos e sistemas escolares independentes, subordinados a um condado ou a uma cidade.
Em 2002, nos Estados Unidos, existiam 13 506 distritos escolares, 178 sistemas escolares administrados diretamente pelo Estado, 1 330 sistemas escolares administrados diretamente pela cidade ou condado onde elas operam, e 1 196 agências de educação.

## Portugal
Em Portugal, o distrito escolar constituía cada uma das circunscrições administrativas em que estava dividido o país, para efeitos de administração escolar do ensino primário. O território de cada distrito escolar coincidia com a área territorial de um distrito administrativo.
Cada distrito escolar era dirigido por um diretor escolar, dependente do Ministério da Educação. Competia ao diretor escolar a supervisão de todas as escolas primárias existentes no seu distrito.
No início da década de 1990, os distritos escolares foram substituídos pelos centros de área educativa, dependentes das direções regionais de educação. 